# Fabula di Orfeo

La Fabula di Orfeo ou la Favola di Orfeo (la Fable d'Orphée) est un drame en un acte d'Ange Politien, composé de 401 vers, écrit et créé en 1480 à Mantoue et publié en 1494.

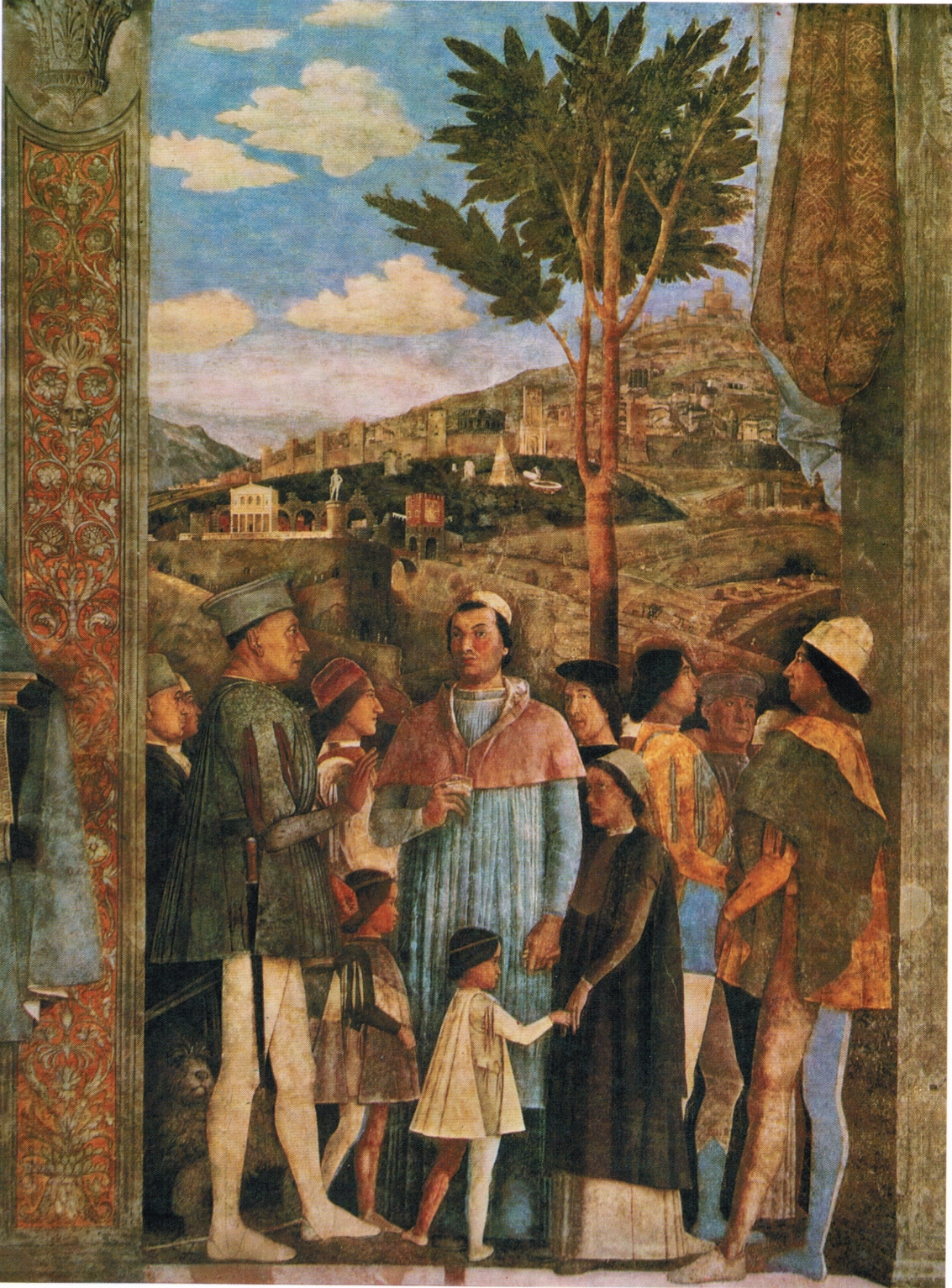
Andrea Mantegna, la cour de Mantoue à l'époque de l'arrivée du Politien

## Genèse
La fable trouve son influence dans les modèles antiques en latin comme la Théogonie d'Hésiode (VIIIe siècle av. J.-C.), Les Bacchantes d'Euripide (405 av. J.-C.), les Bucoliques (38 av. J.-C.) et les Géorgiques (37-29 av. J.-C.) de Virgile, Les Amours (16 av. J.-C.) et les Métamorphoses (1/3-8) d'Ovide ou Le Rapt de Proserpine (395-397) de Claudien, et d'œuvres plus proches en italien comme la Divine Comédie (1307-1328) de Dante Alighieri ou le Canzoniere (1470) de Petrarque.
Ange Politien écrivit la pièce à l'occasion des noces de François de Gonzague et d'Isabelle d'Este alors qu'il se trouvait à Mantoue au service du cardinal Francesco Gonzaga. L'œuvre fut composée en deux jours de géniale improvisation au milieu des tumultes du Carnaval. Le texte était entrecoupé d'intermèdes musicaux, comportait un chœur et des solos chantés. Il s'agit de la première représentation théâtrale du mythe d'Orphée et du premier drame pastoral, genre dérivé de l'églogue, et dont le plus célèbre exemple sera au siècle suivant l'Aminta du Tasse qui aura pour adeptes Ottavio Rinuccini et Alessandro Striggio, les librettistes de l'Euridice de Jacopo Peri et de L'Orfeo de Claudio Monteverdi.

## Argument
L'œuvre est inspirée du mythe d'Orphée dans lequel le poète descend dans les Enfers pour ramener sur terre sa femme Eurydice, morte après avoir été mordue par un serpent en fuyant un berger amoureux d'elle. Émus par le chant d'Orphée, les dieux lui permettent de descendre aux enfers pour aller chercher Eurydice, à condition de ne pas la regarder avant d'être remonté à la surface de la terre. Orphée va malgré lui transgresser cet interdit et il va perdre Eurydice à jamais à l'instant même où il croyait l'avoir sauvée. Revenu seul des enfers, il va se réfugier dans une féroce solitude. En refusant le commerce des femmes, il provoque la colère des disciples de Bacchus qui, en proie à une violente folie meurtrière, le mettent à mort.
Avant cette œuvre, les seules pièces en italien sont les sacre rappresentazioni (connues dans toute l'Europe sous le nom de mystères) dont les thèmes sont généralement religieux. La favola di Orfeo est donc la première pièce qui soit véritablement d'argument profane, d'où son importance littéraire. Ce mythe est particulièrement apprécié à la Renaissance : on y voit une exaltation de la poésie, de ses capacités civilisatrices (Orphée adoucit les bêtes sauvages par son chant) et de la victoire sur la mort, même si elle est temporaire. Politien fait ici coexister plusieurs langages : à la simplicité des bergers, il entremêle le chant élégant d'Orphée tout imprégné de références classiques. Certains passages sont d'un réalisme frappant, tel le chœur des bacchantes qui clôt la pièce. Ce même mythe donnera une seconde naissance au théâtre profane italien, puisque c'est avec l'Euridice de Jacopo Peri que s'ouvrira l'histoire de l'opéra en 1600.

## Forme
Il s'agit du premier drame profane en italien. Certains vers sont cependant en latin. Le poème est principalement composé sous la forme d'une ballade en tercets et en octosyllabes, les passages en latin prenant la forme de strophes saphiques.
La Fabula d'Orfeo suit le schéma des mystères : dans les mystères c'est traditionnellement un ange qui fait la présentation de l'histoire, ici ce rôle est tenu par Mercure ; on retrouve notamment à travers l'organisation sous forme de tableaux successifs la linéarité temporelle et le mouvement dramatique assez lâche.
Dramatiquement, la pièce est déséquilibrée, toute la première partie se concentrant sur le dialogue entre deux bergers, le vieux Mopos et le jeune Aristeo qui disparaîtra ensuite totalement de l'action. Aristeo raconte son amour malheureux pour Euridice et chante une chanson pour apaiser son tourment. Dans le fond, apparaît Euridice. La seconde partie décrit la descente d'Orfeo aux Enfers et la perte définitive d'Euridice. Sans grande consistance psychologique (on ne sait pas pourquoi Orphée se retourne) et peu empreinte du lyrisme que l'on trouvera dans les opéras suivants, la Fabula d'Orfeo présente, dès le début, un monde où le vrai drame n'existe pas : la lamentation et la passion d'Aristeo se désagrègent dans la musique de ses vers, et la douleur d'Orfeo ne se manifeste pas par une plainte, mais par un chant.
Dans la pastorale du Politien le mythe n'est pas encore affadi par « le ton uniformément suave et noble » et l'heureux dénouement exigés pour être représenté plus tard devant le public aristocratique et surtout dans les festivités des Médicis. Ici, le savant et le populaire, le comique et le sérieux cohabitent de même que la « puissance démiurgique » n'est pas encore complètement gommée.

## Action
Vers 1-14
Le messager des dieux Mercurio (Mercure), résume l'intrigue des vers 15 à 401.
Vers 15-137
Le berger Mopso demande au berger Aristeo (fils d'Apollon), s'il n'a pas vu un veau qu'il a perdu. Aristeo n'a pas vu le veau mais il entend un mugissement derrière la montagne. Il envoie son serviteur Tirsi chercher le veau et pendant ce temps il raconte à Mopso que, la veille, il a vu une belle femme et en est tombé amoureux. Mopso donne à Aristeo des conseils sur l'amour. Tirsi revient de sa quête avec succès porté par le veau et rêvant lui aussi à une belle jeune femme qu'il a vue sur son chemin. Il semble s'agir de la même et Aristée, ignorant l'avertissement renouvelé par Mopso part à la recherche de sa bien-aimée. Dès qu'il la voit il se lance à sa poursuite et se trouve bientôt auprès d'elle.
Vers 138-189
Orfeo (Orphée) présente une chanson en latin. Il s'agit, comme il le prétend, d'un hymne à Apollon inspiré par la maison de Gonzague : un mariage dans la maison est en effet l'occasion de la représentation de la Fabula di Orfeo.
Vers 190-213
À la fin de la chanson, un berger rapporte à Orfeo la nouvelle de la mort de son épouse Euridice (Eurydice) : voulant échapper à Aristeo, elle fut mordue par un serpent et mourut peu de temps après. Orfeo annonce son intention d'aller par son chant arracher Euridice au monde des morts.
Vers 214-301
Grâce à ses chants déchirants, à ses supplications, et enfin à l'intercession de Proserpina (Proserpine), Orfeo réussit à convaincre Plutone (Pluton) le maître du monde des morts de lui rendre Euridice. Plutone le lui accorde à la condition qu'il ne regarde pas son visage tant qu'ils ne sont pas dans le monde des vivants.
Vers 302-305
Orfeo exprime dans un chant en latin sa joie de voir à nouveau son Euridice.
Vers 306-353
Comme Orfeo a agi contre le commandement de Plutone, Euridice lui est arrachée à nouveau. Lorsqu'il veut retourner dans le monde des morts pour la reprendre une Furie lui barre la route. Sa douleur est tellement amère qu'il dit ne plus jamais vouloir aimer ni entendre une femme et encore moins en parler. Il ne s'intéressera désormais qu'aux jeunes garçons.
Vers 354-401
Les Bacchantes se vengent de son mépris pour les femmes. Après l'avoir décapité et déchiré son corps en lambeaux elles s'enivrent et chantent une ode à la gloire de Bacchus.

## Personnages
- Mercurio (Mercure), messager des dieux
- Mopso, berger
- Aristeo, fils d'Apollon, berger
- Tirsi, serviteur d'Aristée
- Orfeo (Orphée), poète
- Euridice (Eurydice), épouse d'Orfeo
- Plutone (Pluton), maître du monde des morts
- Proserpina (Proserpine), épouse de Pluton et souveraine du monde des morts
- Minos, juge du monde des morts
- Pastore Schiavone (berger dalmate), Un pastore (berger), Baccante (Bacchantes)

## Commentaires
Selon Vittore Branca, Politien aurait écrit la Fabula di Orfeo à l'occasion des fiançailles de Claire Gonzague, fille de Frédéric Ier de Mantoue avec Gilbert de Montpensier, mais surtout pour celles d'Isabelle d'Este avec François II de Mantoue.
Dieter Kremers (de) voit dans la Fabula di Orfeo un développement ultérieur des Sacre Rappresentazioni : Mercure prend la place des anges proclamant la naissance du Christ dans les Sacre Rappresentazioni, la Fabula di Orfeo se termine par la chanson à boire profane des Bacchantes, et, à la différence des Sacre Rappresentazioni, les événements ne sont pas joués directement face à l'auditoire mais sont présentés en style indirect par des personnes extérieures à l'action. Vittorio Branca voit cependant dans la Fabula di Orfeo la tradition vénitienne de la Momarie.
La Fabula di Orfeo a entre autres inspiré Antonio Tebaldeo (en) pour sa Orphei tragœdia et Niccolò da Correggio pour sa Fabula di Cefalo (1487).